# Roman Bednář
Pour les articles homonymes, voir Bednář.
Roman Bednář est un footballeur international tchèque né le 26 mars 1983 à Prague évoluant au poste d'attaquant.

## Carrière
- 1998-2002 :  Bohemians Prague
- 2002-janvier 2005 :  FK Mladá Boleslav (70 matchs, 23 buts)
- janvier 2005-2005 :  FBK Kaunas (0 matchs, 0 but)
- 2005-2008 :  Heart of Midlothian FC (30 matchs, 11 buts)
  - 2007-2008 :  West Bromwich Albion, prêt (29 matchs, 13 buts)
- 2008-2012 :  West Bromwich Albion (56 matchs, 17 buts)
  - nov.-décembre 2010 :  Leicester City, prêt[1] 5 (0)
  - février-juin 2011 :  MKE Ankaragücü, prêt[2] 0 (0)
- jan. 2012-2012 :  Blackpool

En janvier 2012, Bednář est transféré au Blackpool FC où il signe un contrat de 4 mois.
- 2012-oct. 2012 :  Sivasspor
- depuis jan. 2013 :  Sparta Prague

## Équipe nationale
Il débute en équipe nationale le 16 août 2006 lors d'une défaite 3-1 face à la Serbie. Il compte depuis 8 sélections et 1 but.

## Palmarès
- Championnat de Tchéquie : 2014
- Coupe de Tchéquie : 2014
- 8 sélections (1 but)